# Haworthia pygmaea
Haworthia pygmaea es una especie de planta suculenta perteneciente a la familia Xanthorrhoeaceae. Es originaria de Sudáfrica.

## Descripción
Es una planta suculenta perennifolia que alcanza un tamaño de 30 cm de altura. Se encuentra a una altitud de 500 metros en Sudáfrica.

## Taxonomía
Haworthia pygmaea fue descrita por Poelln. y publicado en Repert. Spec. Nov. Regni Veg. 27: 132, en el año 1929.
Variedades aceptadas
- Haworthia pygmaea var. argenteomaculosa (G.G.Sm.) M.B.Bayer[4]